# Mieczysław Dachowski

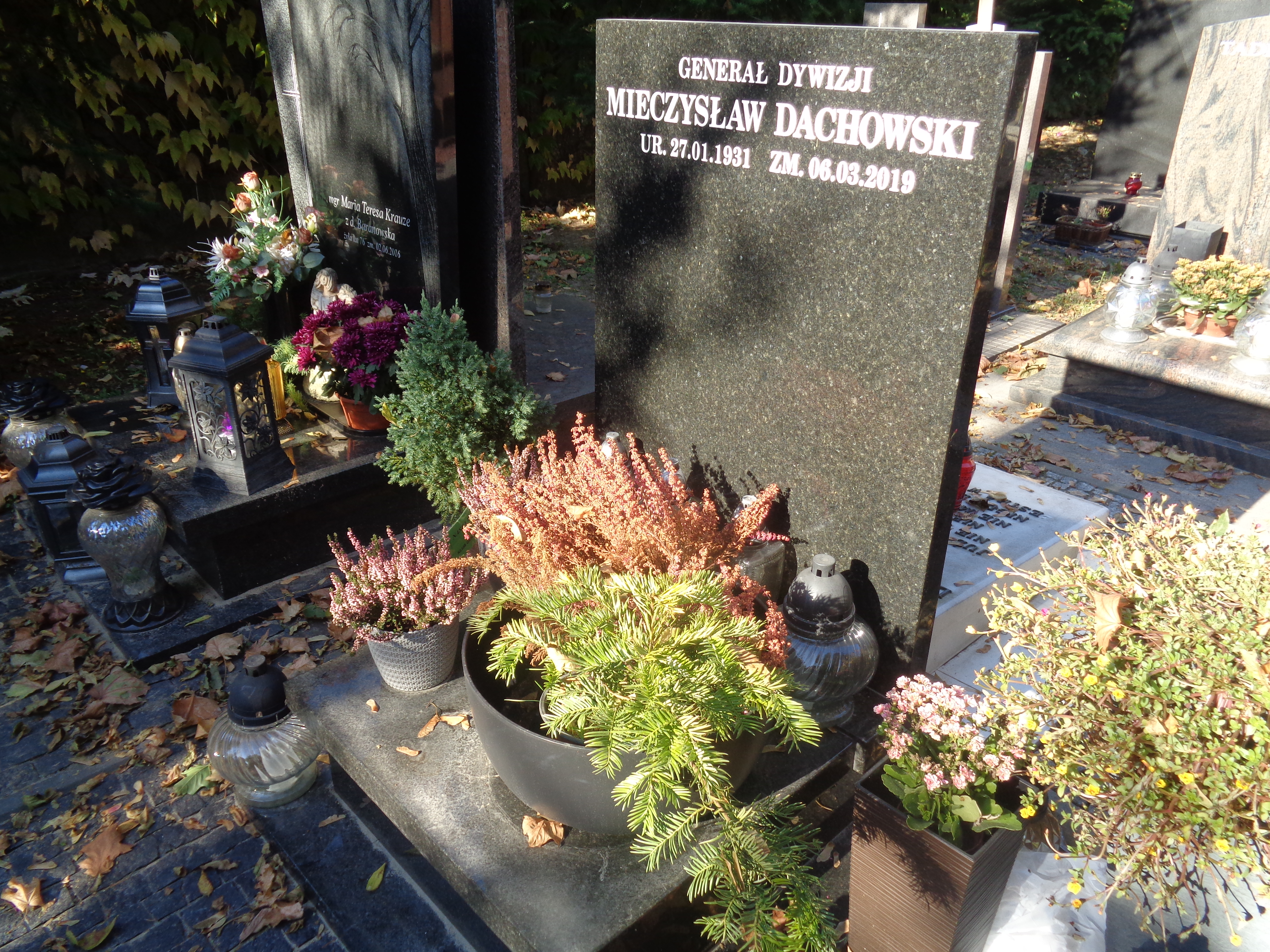
Grób urnowy Mieczysława Dachowskiego na Cmentarzu Wojskowym na Powązkach

Mieczysław Dachowski (ur. 27 stycznia 1931, zm. 6 marca 2019) – generał dywizji Ludowego Wojska Polskiego, I zastępca szefa Sztabu Generalnego WP (1984-1989).

## Życiorys
Służbę wojskową rozpoczął w 1949 roku, jako podchorąży Oficerskiej Szkoły Broni Pancernej w Poznaniu, która w 1951 roku została przekształcona w Oficerską Szkołę Wojsk Pancernych i Zmechanizowanych). W 1952 roku został promowany na stopień podporucznika w korpusie oficerów wojsk pancernych i przydzielony do 11 samodzielnego pułku czołgów w Giżycku, gdzie został wyznaczony na stanowisko dowódcy plutonu. W latach 1952–1953 dowódca plutonu w Technicznej Oficerskiej Szkole Wojsk Pancernych i Zmechanizowanych w Poznaniu. W latach 1953–1956 studiował w Akademii Sztabu Generalnego WP w Rembertowie. W 1956 został szefem sztabu 8 szkolnego batalionu czołgów w 20 Dywizji Pancernej w Szczecinku. W latach 1957–64 pomocnik szefa wydziału i szef wydziału sztabu 20 Dywizji Pancernej w Szczecinku. Od 1964 dowódca 68 pułku czołgów średnich w Budowie, a w okresie 1966-69 szef sztabu - zastępca dowódcy 20 Dywizji Pancernej.
W latach 1969–71 studiował w Wojskowej Akademii Sztabu Generalnego Sił Zbrojnych ZSRR im. K. J. Woroszyłowa w Moskwie. Od 1971 służył w Zarządzie I Operacyjnym Sztabu Generalnego WP, jako szef Oddziału Planowania Operacyjnego. W latach 1973–1976 dowodził 16 Dywizją Pancerną w Elblągu. Na tym stanowisku na mocy uchwały Rady Państwa PRL z 1 października 1974 mianowany generałem brygady. Nominację wręczył mu w Belwederze 11 października 1974 przewodniczący Rady Państwa prof. Henryk Jabłoński. Od stycznia 1976 szef sztabu - zastępca dowódcy SOW we Wrocławiu. W 1979 wyznaczony na p. o. zastępcy szefa Sztabu Generalnego WP ds. systemów kierowania. Od lipca 1983 do marca 1984 zastępca szefa Sztabu Generalnego WP ds. organizacyjno-mobilizacyjnych. W 1983 ukończył Wyższy Kurs Akademicki dla Kierowniczej Kadry WP przy Wojskowej Akademii Sztabu Generalnego Sił Zbrojnych ZSRR im. K. Woroszyłowa w Moskwie. Na mocy uchwały Rady Państwa PRL z 24 września 1983 mianowany generałem dywizji. Nominację wręczył mu w Belwederze 10 października 1983 przewodniczący Rady Państwa prof. Henryk Jabłoński. W okresie od marca 1984 do września 1989 I zastępca szefa Sztabu Generalnego WP. We wrześniu 1989 r. skierowany do Moskwy na stanowisko attaché wojskowego, morskiego i lotniczego przy Ambasadzie PRL. Do kraju powrócił w lutym 1991 r. Zawodową służbę wojskową zakończył 28 października 1991 roku i przeszedł w stan spoczynku.
W latach 2001–2004 prezes Klubu Generałów WP. Zapalony myśliwy. Pochowany w grobie urnowym na cmentarzu Powązki Wojskowe w Warszawie (kwatera D28-8-4).

## Odznaczenia
- Wpis do „Honorowej Księgi Czynów Żołnierskich” (1975)
- Krzyż Kawalerski Orderu Odrodzenia Polski (1973)
- Order Sztandaru Pracy I klasy (1988)
- Order Sztandaru Pracy II klasy (1981)
- Złoty Krzyż Zasługi
- Srebrny Krzyż Zasługi
- Medal 30-lecia Polski Ludowej
- Medal 40-lecia Polski Ludowej
- Złoty Medal „Za zasługi dla obronności kraju”
- Srebrny Medal Za zasługi dla obronności kraju
- Brązowy Medal Za zasługi dla obronności kraju
- Złoty Medal „Siły Zbrojne w Służbie Ojczyzny”
- Srebrny Medal Siły Zbrojne w Służbie Ojczyzny
- Brązowy Medal Siły Zbrojne w Służbie Ojczyzny
- Złoty Medal „Za Zasługi w Umacnianiu Przyjaźni PRL-ZSRR” (1987, TPPR)[4]
- Medal „Za Umacnianie Przyjaźni Sił Zbrojnych” I stopnia (Czechosłowacja, 1985)
- Medal jubileuszowy „30 lat Narodowej Armii Ludowej” (Niemcy Wschodnie, 1986)[5]
- Medal „Za umacnianie braterstwa broni” (Związek Radziecki)
- Medal jubileuszowy „60 lat Sił Zbrojnych ZSRR” (Związek Radziecki)
- Medal jubileuszowy „70 lat Sił Zbrojnych ZSRR” (Związek Radziecki)
- Medal „30-lecia Rewolucyjnych Sił Zbrojnych Kuby” (Kuba, 1987)
- inne odznaczenia